# Odzalana gracilis
Odzalana gracilis är en insektsart som beskrevs av Rauno E. Linnavuori 1975. Odzalana gracilis ingår i släktet Odzalana och familjen dvärgstritar. Inga underarter finns listade i Catalogue of Life.